# Daniel Pennac

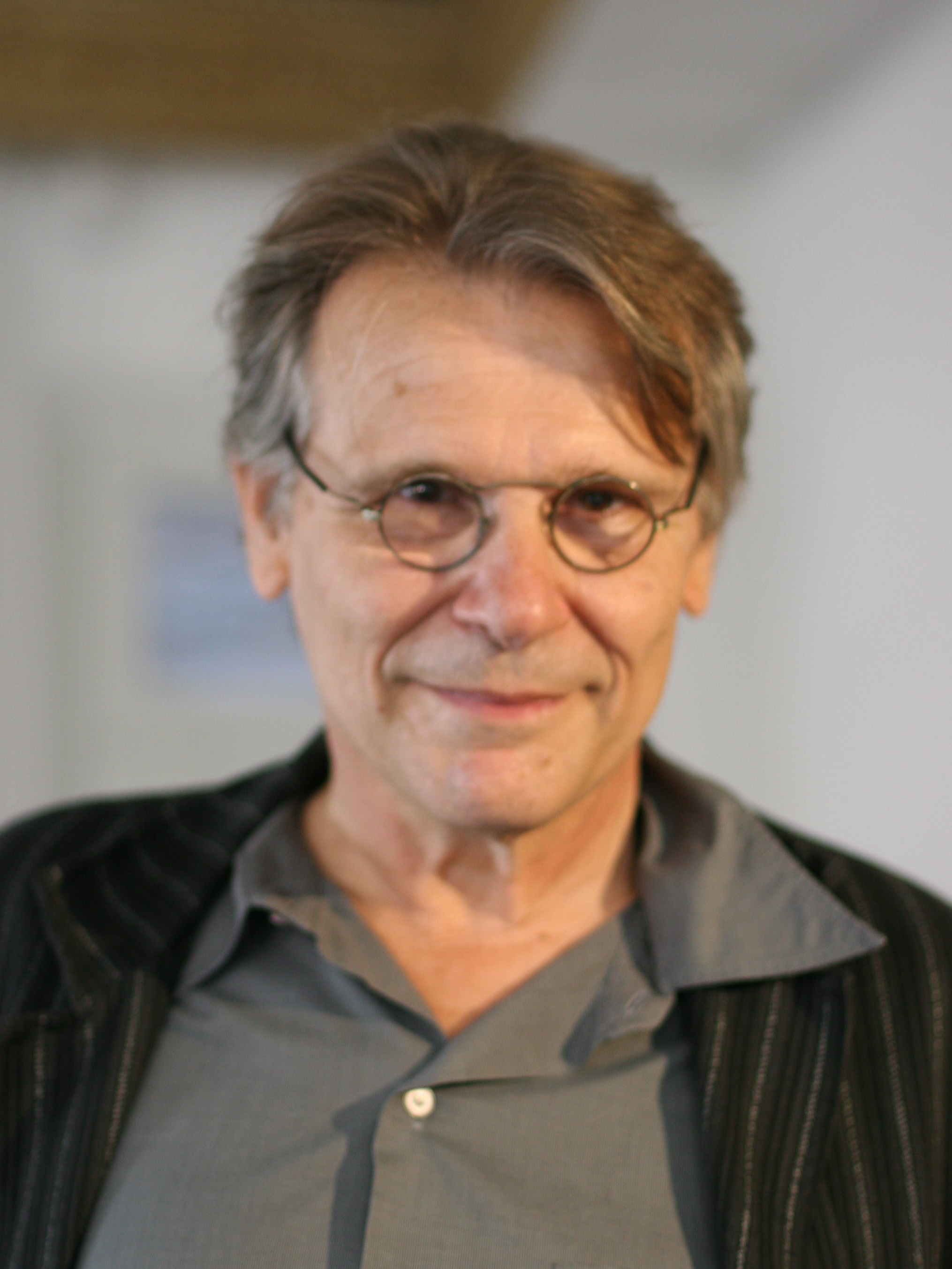
Daniel Pennac

Daniel Pennac, pseudoniem van Daniel Pennacchioni (Casablanca, Marokko, 1 december 1944), is een Frans schrijver voor volwassenen en kinderen.

## Leven en werk
Pennac werd geboren als de zoon van een militair attaché en bracht zijn kindertijd door in Azië en Afrika. Hij studeerde literatuurwetenschap te Nice. Daarna was hij leraar Frans in Parijs. Vanaf de jaren tachtig legt hij zich in toenemende mate toe op de literatuur.
Pennac werd vanaf 1985 bekend met zijn serie spannende en humoristische boeken over de Parijse Benjamin Malaussène, "zondebok" in het warenhuis waar hij werkt (hij moet klagende klanten te woord staan) en amateur-detective.
Succes had ook zijn autobiografische boek Chagrin d'école (2007, Nederlands: Schoolpijn), waarvoor hij de Prix Renaudot ontving. Het is een speels, humorvol autobiografisch relaas over de 'slechte leerling', dat het midden houdt tussen een roman en een essay. Pennac windt er geen doekjes om dat hij zelf zo'n leerling was en hoe hij daaronder heeft geleden. Hij legt uit welke pedagogische benaderingen negatief werkten en welke hem hebben gered, om vervolgens zijn persoonlijke methodiek uiteen te zetten waarmee hij als docent menig leerling heeft doen opbloeien.
Pennac staat bekend als rasverteller, hij schrijft makkelijk en luchtig, maar de opbouw van zijn werken is vaak complex, met dubbele gelaagdheden en verwijzingen naar literaire en filosofische thema’s.
Pennac verwierf ook internationaal bekendheid met zijn kinderboeken en schreef daarnaast een aantal strips. Diverse van zijn boeken zijn in het Nederlands vertaald.

### Autobiografie
- Chagrin d'école (2007); Nederlands: Schoolpijn vert. Kiki Coumans

### Kinderboeken
- Cabot-Caboche (1982); Nederlands: Hondeleven
- L'œil du loup (1984); Nederlands: Het oog van de wolf
- Kamo: L'agence Babel (1992); Nederlands: Kamo en het Buro Babel
- L'Évasion de Kamo
- Kamo et moi
- Kamo: L'idée du siècle; Nederlands: Kamo en het idee van de eeuw

### Overige romans
- Père Noël (1979), met Tudor Eliad
- Messieurs les enfants (1997)
- Le Dictateur et le hamac (2003); Nederlands: De dictator en de hangmat
- Merci (2004)
- Journal d'un corps (2012); Nederlands: Lijfboek vert. Kiki Coumans en Tatjana Daan
- La Loi du rêveur (2020)

#### La Saga Malaussène
- Au bonheur des ogres (1985); Nederlands: Zondebok als beroep
- La fée carabine (1987); Nederlands: De gewapende feeks
- La petite marchande de prose (1989); Nederlands: De woordenverkoopster
- Monsieur Malaussène (1995)
- Monsieur Malaussène au théâtre (1996)
- Des Chrétiens et des maures (1996)
- Aux fruits de la passion (1999)
- Le cas Malaussène - ils m'ont menti (2017)

### Essays
- Le service militaire au service de qui ?, (1973)
- Comme un roman (1992); Nederlands: In een adem uit

### Strips
- La débauche (met Tardi); Nederlands: De verloedering
- Tête de nègre

#### Lucky Luke
- Lucky Luke tegen Pinkerton
- Ieder voor zich